# Catedral de Augsburgo

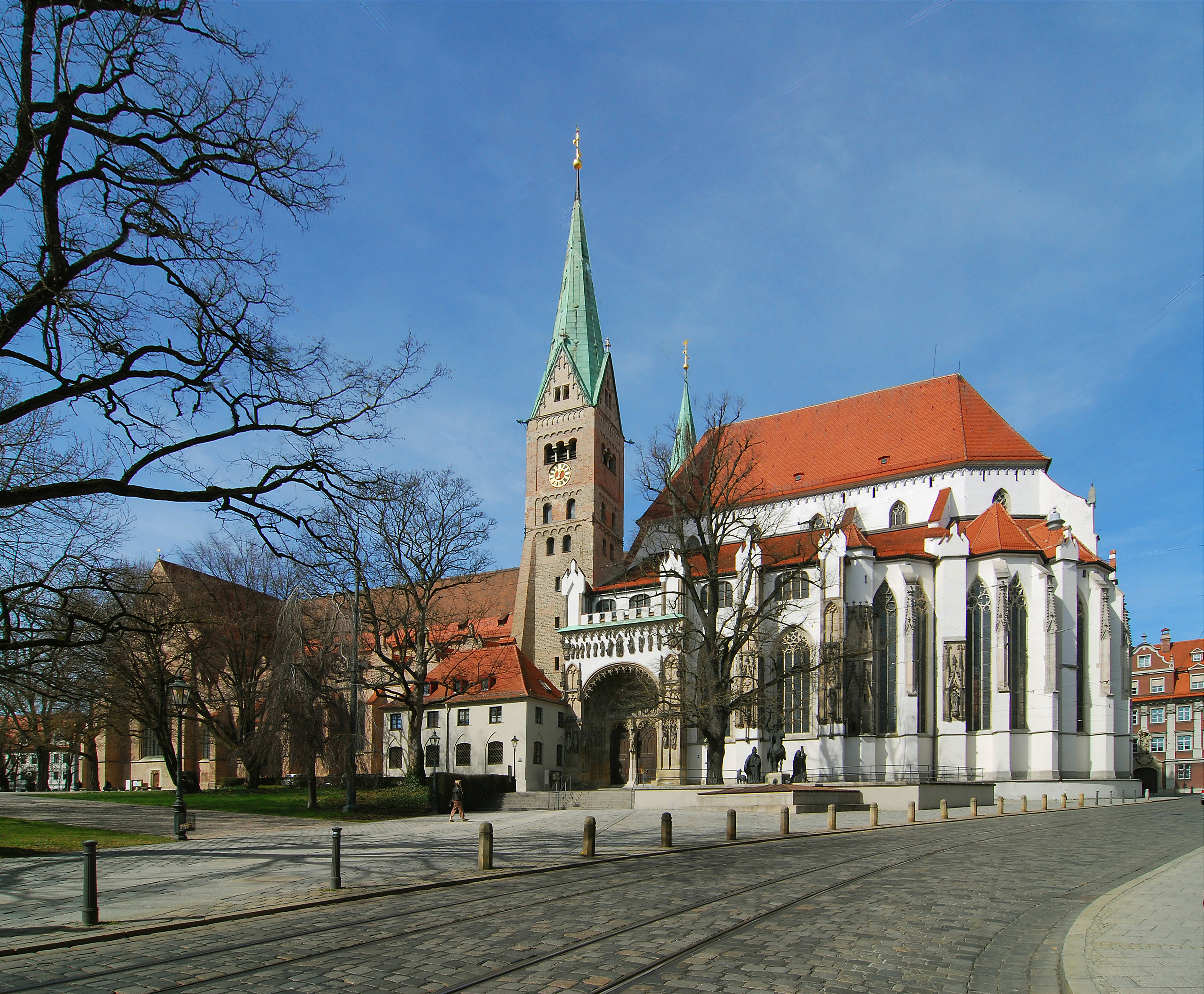
Vista da catedral pelo sudeste

A Catedral de Augsburgo (em alemão:  Dom Mariä Heimsuchung) é uma igreja católica romana em Augsburgo, na Baviera, Alemanha, fundada no século XII no estilo românico e com adições posteriores no estilo gótico do século XIV. Juntamente com a Basílica dos Santos Ulrico e Afra, é uma das principais atrações turísticas da cidade. Tem 113 x 40 m e suas terras se elevam a 62 m de altura. É dedicada ao Visitação de Virgem Maria.

## História
É possível que a catedral tenha sido construída no local de um edifício mais antigo do século IV, não necessariamente uma igreja, cujas fundações foram escavadas debaixo do piso atual. O local onde está o edifício atual estava na parte interna da antiga muralha romana de Augusta dos Vindélicos (Augusta Vindelicorum). A primeira igreja conhecida no local apareceu nos registros em 822, mas suas origens estão no final do século VIII, durante o episcopado de Wikterp e Simpert.
O edifício foi danificado pelos magiares e reformado em 923 por ordem do bispo Ulrico. Outra reforma ocorreu em 994, quando a abside ocidental ruiu, uma obra financiada pela imperatriz Adelaide. A atual estrutura românica foi encomendada em 1043 pelo bispo Henrique III e completada em 1065. As duas torres, visíveis a partir de qualquer ponto da cidade, foram concluídas em 1075. Entre 1331 e 1431, diversos elementos góticos foram acrescentados, incluindo um coro na fachada oriental.
Durante a Reforma Protestante, a igreja foi destituída de quase todas as suas obras de arte religiosas, algumas das quais foram depois devolvidas. O interior, que foi transformado em barroco no século XVII, foi parcialmente restaurado à sua aparência normal no século XIX com a adição de alguns elementos neo-góticos. Em 1565, a torre norte foi aumentada. Além disso, a igreja sofreu alguns danos durante a Segunda Guerra Mundial, principalmente na Capela de Nossa Senhora.

## Descrição

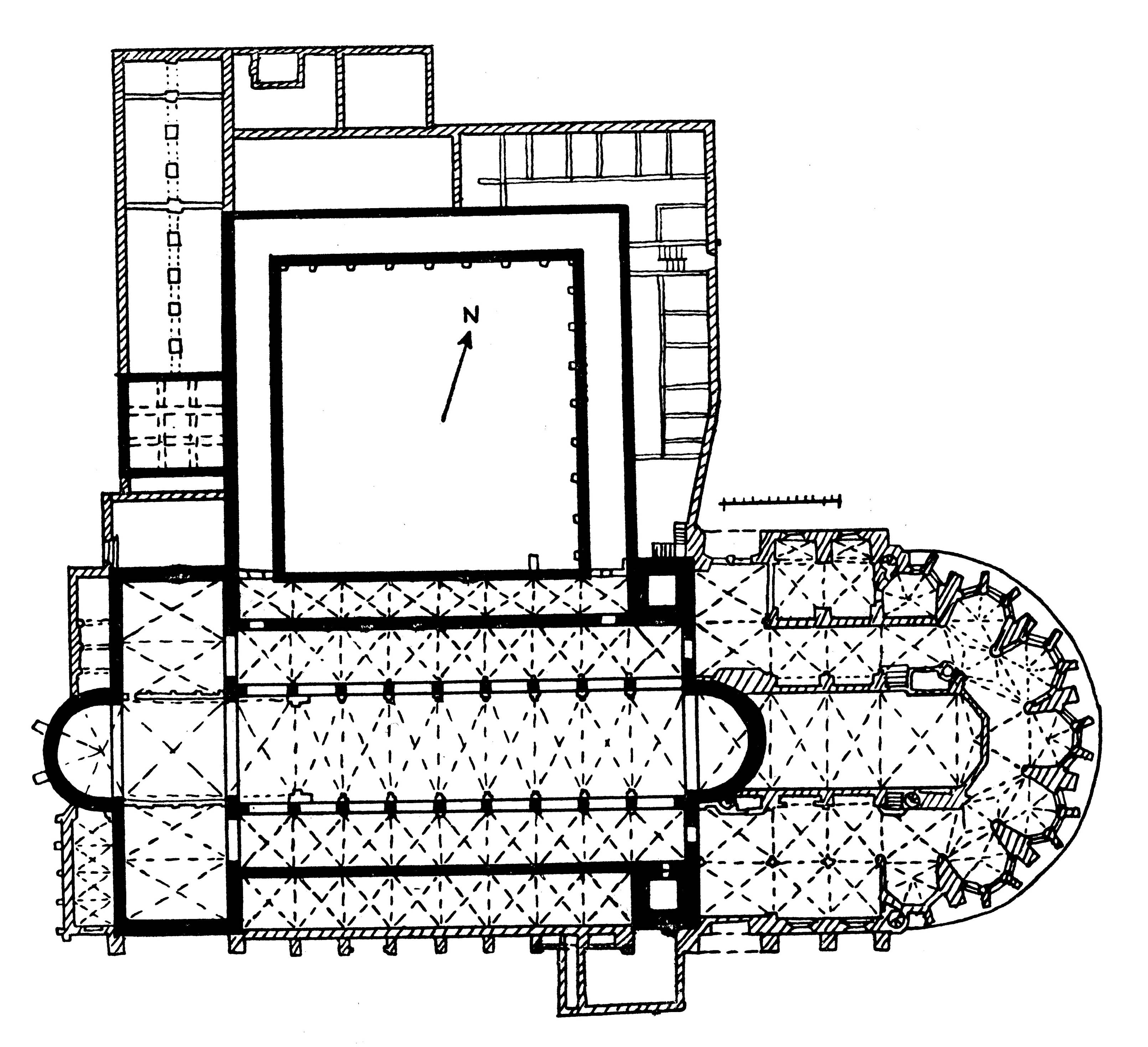
Planta baixa da Catedral de Augsburgo.

A igreja tem algumas características pouco usuais, como a ausência de uma fachada verdadeira e a presença de dois coros. O plano geral é de uma basílica, com uma nave e quatro corredores, primordialmente construída de tijolos vermelhos suportados por arcobotantes. Um transepto precede a abside ocidental e existem dois coros e duas torres, estas encimadas com frontões e espiras de cobre. Logo à frente da fachada estão as fundações da igreja de São João (séc. X) e os restos da muralha romana.
O portal sul, de 1356, ostenta diversos baixos-relevos com cenas da vida da Virgem Maria no tímpano e na coluna central; nos batentes, histórias dos apóstolos. O portal norte, mais antigo, de 1343, tem um tímpano decorado com a Anunciação, o Nascimento de Cristo, a Adoração dos Magos e a Morte e Coroação da Virgem. Algumas figuras foram transferidas para o interior da igreja.
A porta de bronze do século XI, que um dia esteve no portal sul, está agora abrigada no museu da catedral. Nela estão 35 painéis divididos em duas séries: na esquerda, cenas do Antigo Testamento, incluindo a criação de Eva e o encontro com Adão; o Jardim do Éden e Serpente; Moisés e o cajado se transformando em serpente; o milagre de Aarão nos cajados dos egípcios; e Sansão domando o leão e matando os filisteus. Na direita, cenas do Novo Testamento: a mulher que perdeu uma moeda de prata; Pássaros do Céu; um vinhedo e os predecessores de Jesus: Melquisedeque, Moisés, Aarão, David, Judas Macabeu e outros profetas. Finalmente, aparecem leões, ursos, pássaros e centauros, elementos comuns do simbolismo medieval.
O clerestório sul conta com cinco vitrais do final do século XI ou início do século XII e que são os mais antigos da Alemanha. Estão representados David, Jonas, Daniel, Moisés e Oseias; são provavelmente parte de uma série completa que, infelizmente, se perdeu. Nos corredores do lado sul estão vitrais mais recentes, da década de 1330, com histórias sobre a Virgem Maria.
Os pilares da nave estão decorados com quatro pinturas sobre a vida de Maria de autoria de Hans Holbein, o Velho (1493). No transepto norte está uma série de retratos dos bispos de Augsburgo, iniciada em 1488 e que continua até hoje. A Capela de Nossa Senhora foi projetada em 1720-1721 por Gabriel de Gabrieli. Entre as demais obras de arte abrigadas na igreja estão o trono episcopal (c. 1100), apoiada sobre dois leões agachados; o túmulo de bronze do bispo Wolfhart Rot (1302) e de outros bispos; um grande afresco representando São Cristóvão (transepto sul, 1491); e um "Ecce Homo" do artista barroco Georg Petel. Finalmente, a igreja conta ainda com uma cripta medieval românica do século X, localizada logo abaixo do coro ocidental, e com um claustro.